# Андрій Россомахін
Андрій Россомахін (справжнє ім'я Андрій Анатолійович Ромахін; нар. 2 квітня 1973, Ленінград, СРСР) — російський літературознавець, мистецтвознавець, філолог, культуролог, дослідник російського авангарду. Перекладач лірики й укладач повної анотованої бібліографії основоположника та теоретика українського футуризму Михайля Семенка.

## Біографія та творчість
Народився 2 квітня 1973 року в Ленінграді.
У 2002—2007 роках викладав у петербурзькій філії Російської митної академії, у 2007—2011 роках працював як запрошений викладач Європейського університету в Санкт-Петербурзі, у 2007—2013 роках викладав у петербурзькій філії Російської митної академії та РАНГ. З 2016 року заступник директора Видавництва Європейського університету в Санкт-Петербурзі (упорядник і науковий редактор серії «Avant-Garde»).
Член Вченої ради Державного музею В. В. Маяковського, а також член редакційної ради журналу «Modernités russes» (Ліон).
2002 року дебютував з книгою «Заяча душа», досліджуючи накопичений людством літературний досвід розуміння заячої душі у всій її складності та суперечливості. Один з основоположників «філософії зайця», що активно розвивається в останні роки, — дослідницького напряму, що займається осмисленням ролі зайця у світобудові та культурі.Сфера інтересів та тематика літературознавчих та філологічних робіт Андрія Россомахіна досить широка: від англійської сатиричної гравюри XVIII—XIX століть до семантики сучасної російської естради. Автор серії книг про діячів російського літературного авангарду: «Коники Велемира Хлєбникова» (СПб, 2004), «Коники Микола Заболоцького» (СПб, 2005) і «REAL Хармса: слідами окультних студій поета-чинаря» (СПб, 2005). 2012 року вийшло дослідження «Магічні квадрати російського авангарду. Випадок Маяковського», в якому аналізується семантика обкладинок прижиттєвих видань Володимира Маяковського.
«…Россомахін відкриває магічного Маяковського. Читач постає перед саме дослідницьким відкриттям. Вчинене <…> нагадує мені успіх Говарда Картера та лорда Карнарвона. Шанс у перекопаному Єгипті виявити прихованого історією Тутанхамона приблизно той самий, що й у канонічному корпусі текстів Маяковського розшукати глибинну магічну матерію. Адже вдалося їм, Всім Трьом! <…> Доскональний і перфекціоністський аналіз обкладинок прижиттєвих книг Маяковського, під час якого невимушено, переконливо, економно поєднуються його життєбудування з політикою та поетикою епохи — потужна увертюра ілюстрованого каталогу…»— Бойко А. Г. «Маяковский Россомахина»
Упорядник серії «Avant-Garde», в рамках якої видаються, зокрема, коментовані видання пам'яток авангарду, у супроводі великого ілюстративного ряду, нерідко з додатком факсиміле, які зацікавили критиків. Головною метою своєї наукової та видавничої діяльності вважає, кажучи звичними словами, просвітництво або позицію активної протидії абсурдному становищу, що склалося сьогодні, в російській культурі і країні в цілому, коли неухильно «зменшується кількість людей, які вміють читати…»
«Згадаймо, до речі, як наші герої-авангардисти сто років тому поливались помиями у бульварній пресі, що не завадило їм створити новий живопис, нову поезію, новий театр, нову книгу, нову архітектуру, нове мистецтво та нове бачення у найширшому розумінні, а згодом стати гордістю країни та світовим брендом. Ну а ми — ми створюємо та видаємо нову науку. Ставка — на безсмертя…»
2006 року започаткував проєкт «Росія як Ведмідь», в рамках якого спільно з Д. Г. Хрустальовим випускає серію книг. Вже вийшли: «Російська Ведмедиця, або Політика і похабство» (СПб, 2007), «Польська дієта Російського Ведмедя» (СПб, 2009), а також «Виклик імператора Павла, або Перший міф XIX століття» (СПб, 2011). Останнє видання викликало особливий інтерес критиків, які зазначили, що автори «зуміли перетворити наукове дослідження на захопливе, майже белетристичне оповідання з елементами гарного детектива», так що книга «увійшла в інтелектуальний побут і їй уготоване довге життя». Наприкінці 2013 року у видавництві «АРКА» вийшла спільна робота В. М. Успенського, А. А. Россомахіна та Д. Г. Хрустальова «Ведмеді, Козаки та Російський мороз: Росія в англійській карикатурі до та після 1812 року».
2015 року був перекладачем лірики та укладачем повної анотованої бібліографії «батька українського футуризму» Михайла Семенка (1892—1937).